# Adidovce
Adidovce (maďarsky Agyidóc, do roku 1927 Adzidovce) jsou obec na Slovensku v okrese Humenné.

## Historie
První záznamy o obci pocházejí z roku 1568.

## Geografie
Adidovce leží v nadmořské výšce 204 m n. m. Žije zde 234 obyvatel. Obec leží od hlavního města Bratislavy 492 km, krajského města Prešov 87 km a okresního města Humenného 14,4 km, sousedí se sedmi obcemi : Jabloň, Vyšný Hrušov, Zubné, Maškovce, Pichne, Dlhé nad Cirochou a Snina.